# 아에돈
아에돈(Aedon)은 그리스 신화에서 휘파람새를 뜻하는 말이다. 아티카왕 판디온의 딸 프로크네와 필로멜라의 두 자매 중 언니가 다우리스왕 테레우스의 아내가 되어 아들 이티스를 낳는다. 테레우스가 처제인 필로멜라 범하고 비밀을 누설하지 못하도록 여자의 혀를 잘라 버린다. 필로멜라는 직물에 글자를 짜넣어 언니에게 알린다. 두 자매는 복수하기 위해 이티스를 죽여서 요리하여 테레우스에게 먹인다. 이 사실을 안 테레우스는 두 자매를 잡으려고 뒤쫓는다. 이 때 제우스가 테레우스를 매로, 필로멜라를 제비로, 프로크네를 휘파람새로 변신시켰다. 프로크네는 휘파람새가 되어 이티스, 이티스하며 울었다고 한다.

## 같이 보기
- 라미아 (신화)
- 메데이아